# ゲティスバーグ演説
ゲティスバーグ演説（ゲティスバーグえんぜつ、英: Gettysburg Address）は、南北戦争の最中の1863年11月19日、ペンシルベニア州ゲティスバーグにある国立戦没者墓地の奉献式において、アメリカ合衆国大統領エイブラハム・リンカーンが行った演説。アメリカの歴史において、最も有名な演説の一つとされる。

## 概要

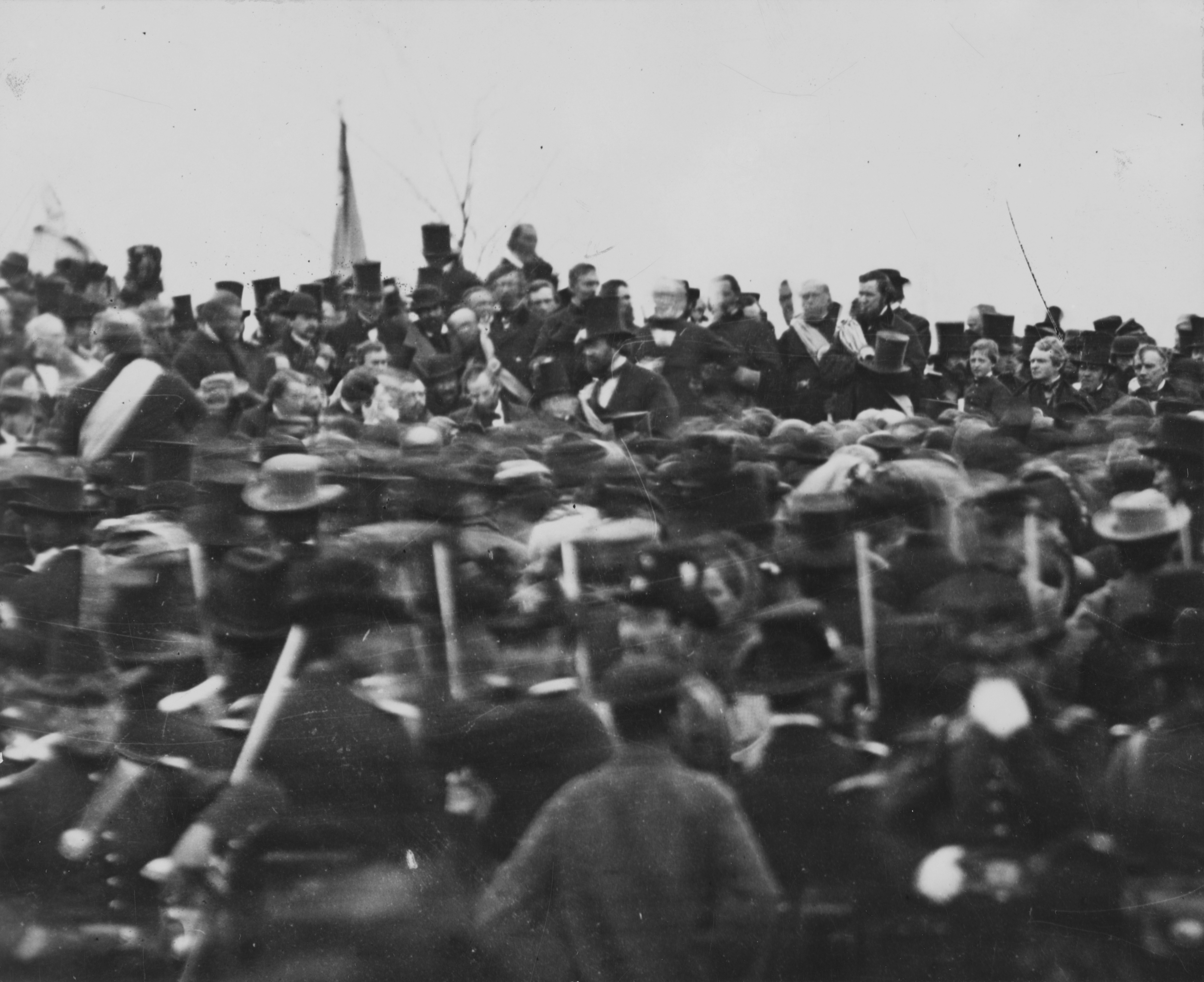
現存するものとして唯一確認されているゲティスバーグでのリンカーンの写真（着座・演説中ではない）

奉献式の基調演説はエドワード・エヴァレットが行った。奉献式は本来1863年10月23日水曜日に行われる予定であったが、エヴァレットの要請により11月19日木曜日に延期され、組織委員長のデイヴィッド・ウィルズはリンカーン大統領にも「適切な短いスピーチ」を依頼した。
献納式典では、エヴァレットは基調演説で2時間の大演説を行い、続いてリンカーンが演説を行った。
ゲティスバーグ演説は、272単語1449字という約2分間の極めて短いスピーチであったにもかかわらず、リンカーンの演説の中では最も有名なものであり、また歴代大統領の演説の中でも常に第一に取り上げられるもので、独立宣言、合衆国憲法と並んで、アメリカ史に特別な位置を占める演説となっている。
この日ゲティスバーグにはカメラマンもいたが、マイクロフォンなどない時代、リンカーンの演説が始まってもカメラマンはそれに気づかず、ようやく気づいて写真を撮ろうとした頃にはもう演説が終わっていたという。そのためこの歴史的演説を行っているリンカーンの鮮明な写真は存在しない。演説はリンカーンが祈るような小さな声で述べ、当時誰も話題にしなかったが、原稿が発見されてから演説が有名になった。

## 背景
1863年7月1〜3日のゲティスバーグの戦いによる戦没者の兵士のゲティスバーグ国立墓地の墓への埋葬が10月17日に始まり、リンカーンが式典に招待された。彼はゲティスバーグへの移動中、彼の秘書であるジョン・ヘイに「気分が悪い」と言ったとされ、演説後も激しい頭痛と熱があったことから、リンカーンがゲティスバーグの演説を行ったとき、天然痘の前駆症状にあった可能性が高い。

## 演説の本文
リンカーンのスピーチの歴史的重要性にもかかわらず、その正確な言葉遣いには曖昧な点が多く、イベントの新聞記事に掲載された現代の書き起こしやリンカーン自身による手書きのコピーでさえ、言葉遣い、句読点、構造が異なっている。これらのバージョンのうち、スピーチの後に友人への好意として書かれた「ブリスの原稿」は、標準テキストと見なされている。このテキストはリンカーンが演説の前後に作成した書面とは異なるが、リンカーンが署名を添付した唯一のバージョンであり、最後に書いたことが知られている。
（日本語訳はAmerican Center Japanより引用）

## 5つの原稿
ゲティスバーグの演説の原稿は現在5つ存在し、それぞれリンカーンから受け取った人にちなんで命名されている。リンカーンは個人秘書のジョン・ニコレイとジョン・ヘイに11月19日の演説の前後に書かれたコピーを渡した。その原稿をさらにコピーしたエヴァレット、バンクロフト、ブリスの原稿は、11月19日以降に慈善目的でリンカーンによって書かれたもの。一部はリンカーンがタイトルを提供し、ブリスのコピーに署名して日付を記入したため、リンカーンのゲティスバーグ演説の標準テキストとされている。
ニコレイとヘイは、リンカーンの息子ロバート・トッド・リンカーンによって1874年にリンカーンの論文の管理人に任命された。
ニコレイのコピーは彼が亡くなった1901年に、娘ヘレンがヘイに渡した論文の中にあったと思われている。
ジョン・ヘイによる書類の中からゲティスバーグ演説の手書きコピーが発見され、現在「ヘイ・コピー」または「ヘイ・ドラフト」として知られている。ヘイ・ドラフトは、1894年にジョン・ニコレイが発行したバージョンとは多くの重要な点で異なっていた。異なる様式の紙に書かれ、行ごとの単語数と行数が異なり、リンカーンの手による修正があった。
ヘイとニコレイのコピーは、文書を酸化と継続的な劣化から保護するために、アルゴンガスで特別に設計され温度制御された密閉容器に入れられて議会図書館内に保管されている。

### ニコレイ・コピー
現存するリンカーンの原稿の最も古いコピーであると学者達は考えている。ニコレイ・コピーが実際にリンカーンが11月19日にゲティスバーグで演説した時の原稿のコピーであるかどうかについて意見が分かれている。スピーチの最初の部分は、11月19日の献辞の前に、リンカーンが罫紙に鉛筆で2ページ目を書いていた。折り目が確認されており、目撃者がリンカーンがコートのポケットから取り出して式典で読んだと言うコピーであるという可能性を示唆している。ニコレイ・コピーの単語やフレーズの一部は、リンカーンの元のスピーチ（とされているもの）と一致しないため、失われたと考えている人もいる。例えば、元のスピーチでは「神の下に（under God）」という言葉は、「この国は自由の新たな誕生を...（that this nation shall have a new birth of freedom ...）」というフレーズに含まれていたが、ニコレイ・コピーでは欠落している。ゲティスバーグ演説のこのコピーは、1901年に友人であり同僚であるジョン・ヘイに渡されるまで、ジョン・ニコレイが所有していた。その後はワシントンD.C.にある議会図書館のアメリカの宝物展に展示されている。

### ヘイ・コピー
リンカーンの手書きの修正を含んでいる事で知られている。ヘイ・コピーの存在は、ジョン・ヘイの論文の中で1906年に初めて公表された。しかし、ジョン・ニコレイが彼の記事で説明した演説の原稿とは多少異なり、リンカーンが追加する単語だけでなく、多くの省略や挿入がリンカーン自身の手によって修正されている。ヘイ・コピーでは、ニコライ・コピーと同じく、「神の下（under God）」という言葉は書かれていない。 ヘイ・コピーは、「セカンドドラフト」と呼ばれる事もある。ヘイ・コピーは、演説日の朝、またはリンカーンがワシントンに戻った直後に作成されたとされる。リンカーンは最終的にこのコピーをヘイに渡した。ヘイの子孫は1916年にヘイリーとニコライのコピーを議会図書館に寄付した。

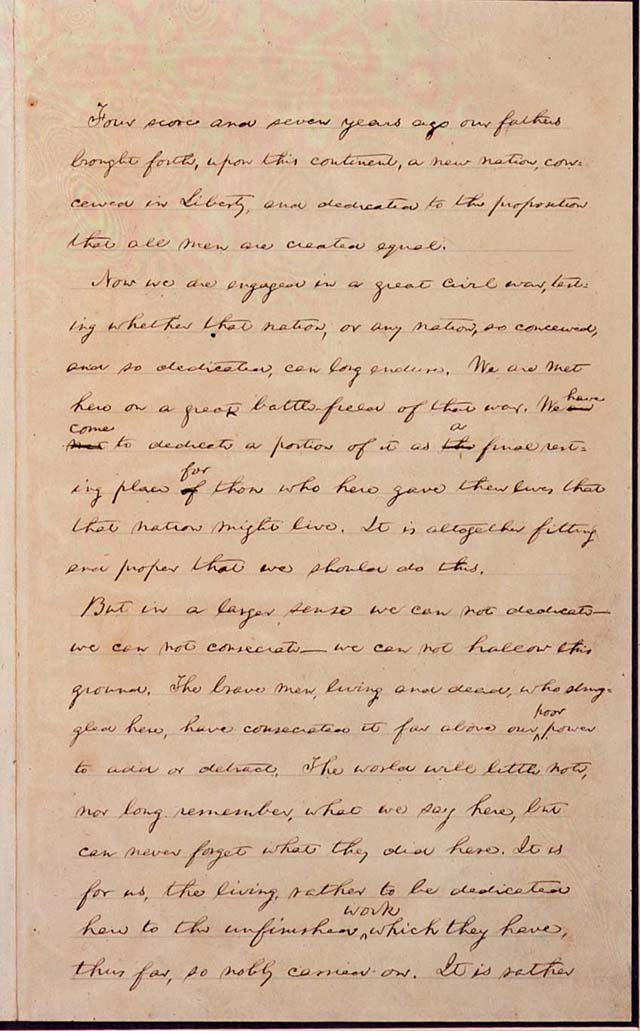
リンカーンの手書きの修正を含むヘイ・コピー

### エヴァレット・コピー
1864年初頭にリンカーンからエドワード・エヴァレットの要望で送られたコピーである。エヴァレットはニューヨークの衛生委員会見本市で販売する為に、ゲティスバーグの献堂式でのスピーチを1冊にまとめていた。リンカーンが送った原稿は3番目のサイン入りコピーとなり、現在、イリノイ州スプリングフィールドにあるイリノイ州立歴史図書館が所有しており、エイブラハム・リンカーン大統領博物館に展示されている。

### バンクロフト・コピー
歴史家で元アメリカ合衆国海軍長官のジョージ・バンクロフトの要望で1864年2月にリンカーン大統領によって作られたコピーである。この原稿はリンカーンからの手紙と、リンカーンが宛名を書いて宛てたオリジナルの封筒の両方を添付した唯一の原稿である。このコピーは長年バンクロフト家に残ったが、1949年にコーネル大学に寄贈された。今はプライベートに所有される唯一のコピーである。

### ブリス・コピー
ホワイトハウスのリンカーンルームに展示されている。バンクロフトの義理の息子であり、オートグラフリーブズの出版社であるアレクサンダー・ブリス大佐にちなんで名付けられたブリス・コピーは、リンカーンが署名を添付した唯一の原稿である。リンカーンはこのコピーに署名して日付を記入したため、リンカーンのゲティスバーグ演説の全文はこのブリス・コピーに基づいている。リンカーン記念堂の南壁に刻まれているのはこのブリスコピーの内容である。2008年11月21日から2009年1月1日まで、スミソニアン協会国立アメリカ歴史博物館のアルバートH.スモールドキュメントギャラリーでは、ブリス・コピーを限定公開した。

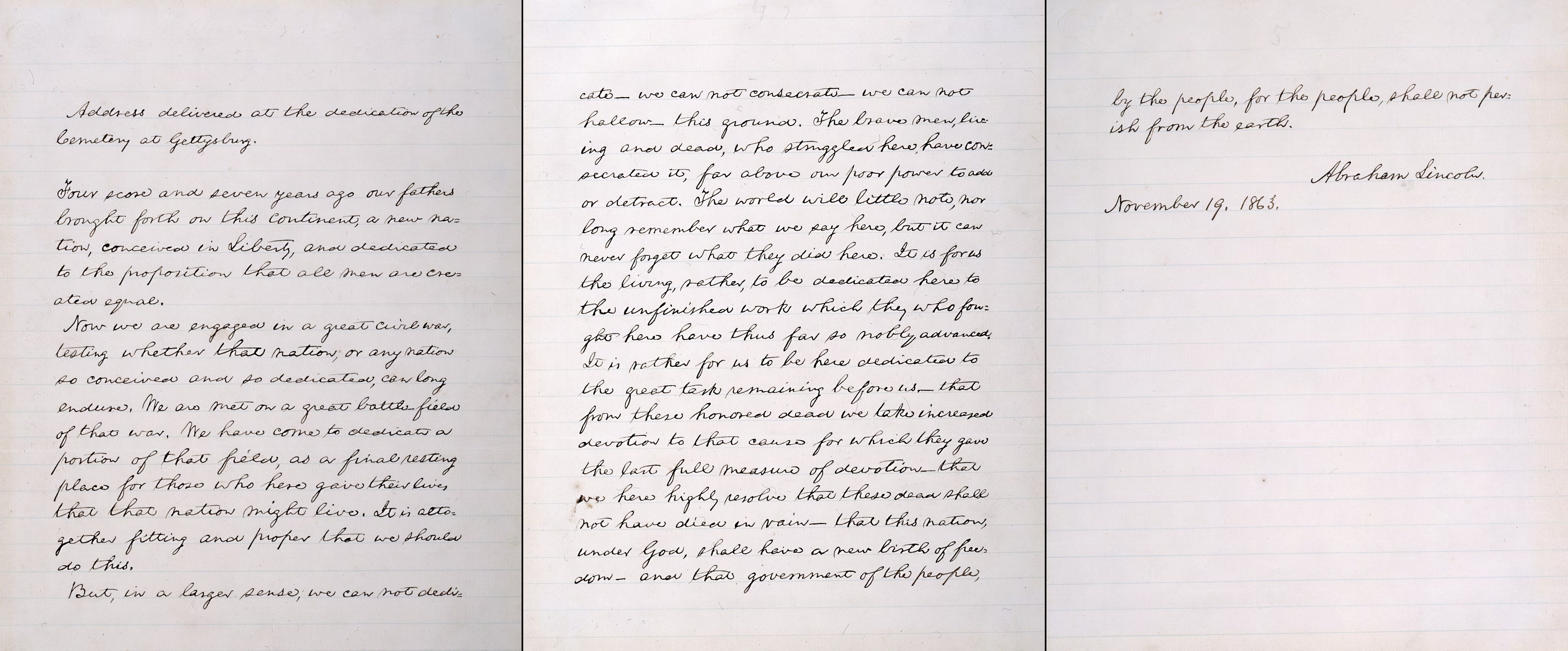
ホワイトハウスのリンカーンルームに展示されているブリス・コピー

### その他
リンカーンの演説の際に記者ジョセフ・L・ギルバートによって取られた速記があるが、これもいくつかの点で原稿とは異なっている。

## ゲティスバーグ演説と日本国憲法
1946年、GHQ最高司令官として第二次世界大戦後の日本占領の指揮を執ったダグラス・マッカーサーは、GHQによる憲法草案前文に、このゲティスバーグ演説の有名な一節を織り込んだ。
この一文がそのまま和訳され、日本国憲法の前文の一部となった。